# مهرجان الفلم العربي في فلسطين
مهرجان الفلم العربي في فلسطين مهرجان سينمائي فلسطيني، تعرض فيه أهم الأفلام العربية التي حظيت باهتمام نقدي كبير ومتابعة جماهيرية واسعة، وحاز معظمها على جوائز في مهرجانات عربية وعالمية مهمة، في عدة مدن هي القدس، رام الله، نابلس ،الناصرة، غزة وبيت لحم. وتقوم مؤسسة «يبوس» للإنتاج الفني في فلسطين بالأشراف على المهرجان، بالتعاون مع عدة مراكز ثقافية فلسطينية.